# Cuzac
Cuzac is een gemeente in het Franse departement Lot (regio Occitanie) en telt 204 inwoners (2004). De plaats maakt deel uit van het arrondissement Figeac.

## Geografie
De oppervlakte van Cuzac bedraagt 5,0 km², de bevolkingsdichtheid is 40,8 inwoners per km².
De onderstaande kaart toont de ligging van Cuzac met de belangrijkste infrastructuur en aangrenzende gemeenten.

## Demografie
Onderstaande figuur toont het verloop van het inwonertal (bron: INSEE-tellingen).